# Niemeyerjeva stavba
Niemeyerjeva stavba (portugalsko Edifício Niemeyer) je stanovanjska stavba v Belo Horizonteju v Braziliji, ki jo je zasnoval arhitekt Oscar Niemeyer in je bila zgrajena med letoma 1954 in 1960. Je ikonični del brazilske modernistične arhitekture.

## Opis
Niemeyerjeva stavba je bila zasnovana v zgodnjih 1950-ih in zgrajena med letoma 1954 in 1960. Stoji na trikotni parceli na vogalu Praça da Liberdade in Avenida Brasil, na mestu, kjer je prej stala palača Dolabela.
S svojo značilno ukrivljeno obliko in vodoravnim betonskim brise-soleil stavba velja za ikono modernistične arhitekture v Braziliji. Niemeyerja so pri načrtovanju stavbe navdihnile krivulje gora okoli Belo Horizonteja. Stavba ima 14 nadstropij in skupno površino okoli 22.000 kvadratnih metrov. Notranjost stavbe je prav tako impresivna, z veliko vhodno vežo, marmornimi stopnišči in nizom stanovanj in pisarn.
Niemeyerjeva stavbaje del arhitekturnega in krajinskega ansambla Praça da Liberdade, ki ga je leta 1977 zaščitil Državni inštitut za zgodovinsko in umetniško dediščino Minas Geraisa (IEPHA-MG). Stavba sama je navedena na občinski, državni in zvezni ravni.

## Zgodovina
V 1950-ih je Lúcia Machado Almeida, sestra lokalnega politika Cristiana Machada, Niemeyerju naročila načrtovanje luksuzne stanovanjske stavbe na parceli njene družine na Praça da Liberdade. Niemeyerjeva modernistična zasnova je bila takrat sporna, saj so nekateri nasprotovali gradnji zasebnih rezidenc na javnem trgu. Po zaustavljenem začetku je bila stavba dokončana leta 1960 in je postala dom številnim elitnim družinam Belo Horizonteja.
Odprto pritličje Niemeyerjeve stavbe je bilo prvotno zasnovano tako, da uokvirja pogled na gorovje Serra do Curral za trgom. Toda okoliški razvoj v naslednjih desetletjih je to stališče oviral.
Do leta 2010 je bila stavba potrebna obnove. Leta 2012 so projekt prenove potrdili občinski in državni sveti za dediščino ter zvezno ministrstvo za kulturo. Vendar pa je pomanjkanje sponzorstva pomenilo, da so prebivalci od leta 2017 do 2018 sami financirali bolj omejene prenove.

## Pomen
Niemeyerjeva stavba je bila eden prvih primerov modernistične arhitekture v Belo Horizonteju, dokončana pred znamenitimi deli Brasílie.
Arhitekturno so ukrivljeni volumni in vodoravni pasovi ustvarili inovativno in provokativno obliko za tisti čas. Značilna silhueta je postala ikona, ki predstavlja Praça da Liberdade in Belo Horizonte kot celoto.
Zgodovinsko gledano je stavba zaznamovala uvedbo moderne arhitekture v načrt Belo Horizonteja iz 19. stoletja, ki ga je navdihnila Evropa. Utelešal je Niemeyerjevo vizijo povezovanja modernizma z lokalno pokrajino.